# Presidenza di Jefferson Davis
La presidenza di Jefferson Davis è stata la prima ed unica a degli Stati Confederati d'America. La vicenda principale di questa presidenza è stata la sanguinosa guerra di secessione.

## La presidenza
La presidenza durò circa 4 anni, dal 18 febbraio 1861 al 5 maggio 1865.

## Presidente e vicepresidente
- Jefferson Davis, Mississippi, presidente degli Stati Confederati d'America e comandante in capo dell'esercito e della marina.
- Alexander Hamilton Stephens, Georgia, vicepresidente degli Stati confederati e presidente del Senato.

### La casa militare del presidente
- Colonnello Joseph Robert Davis, Mississippi, A.D. C., con il grado di colonnello di cavalleria; nel 1863 sul campo di battaglia come brigadier generale.
- Colonnello George Washington Custis Lee, Virginia, A.D. C., con il grado di Colonnello di Cavalleria; successivamente sul campo di battaglia raggiunge il grado di maggior generale.
- Colonnello Joseph C. Ives, A.D. C., con il grado di Colonnello di Cavalleria.
- Colonnello William Preston Johnston, Kentucky, A.D. C., con il grado di Colonnello di Cavalleria.
- Colonnello William Montague Browne, Georgia, A.D. C., con il grado di Colonnello di Cavalleria; successivamente sul campo di battaglia raggiunge il grado di Brigadier Generale.
- Colonnello John Taylor Wood, Louisiana, A.D. C., con il grado di Colonnello di Cavalleria.
- Colonnello James Chestnut, Jr., Carolina del Sud, A.D. C., con il grado di Colonnello di Cavalleria; successivamente sul campo di battaglia raggiunge il grado di Brigadier Generale.
- Colonnello Francis R. Lubbock, Texas, A. D.C., con il grado di Colonnello di Cavalleria; anche Governatore Confederato del Texas.
- Robert Josselyn, Mississippi, Segretario Privato del Presidente durante il Governo Provvisorio.
- Burton N. Harrison, Mississippi, Segretario Privato del Presidente durante il Governo Permanente.
- Colonnello John M. Huger, A.D. C., con il grado di Colonnello di Cavalleria.
- Colonnello John B. Sale, con il grado di Colonnello di Cavalleria, Segretario Militare del Generale Braxton Bragg, che fu assegnato in servizio alla Sede del Governo a Richmond e, sotto la direzione del Presidente, fu incaricato della condotta delle operazioni militari delle Armate della Confederazione. Vedi Ordini Generali, N. 23, A. e I. General's office, Richmond, Virginia, 24 febbraio 1804. Il Colonnello Sale era così entrato in intimi rapporti con la Casa Militare del Presidente.

## Dipartimenti durante la sua Presidenza

### Dipartimento di Stato
- On. Robert Augustus Toombs, Georgia, Primo Segretario di Stato; successivamente nell'Esercito Confederato con il grado di Brigadier Generale; anche Delegato al Congresso Provvisorio.
- On. Robert Mercer Taliaferro Hunter, Virginia, succede al Generale Toombs come Segretario di Stato; Delegato al Congresso Provvisorio e Senatore Confederato della Virginia.
- On. Judah Philip Benjamin, Louisiana, succede a Mr. Hunter come Segretario di Stato.

### Dipartimento della Giustizia
- On. Judah Philip Benjamin, Louisiana, primo Avvocato Generale.
- On. Thomas Bragg, Carolina del Nord, secondo Avvocato Generale.
- On. T. H. Watts, Alabama, terzo Avvocato Generale; successivamente eletto Governatore dell'Alabama.
- On. George Davis, Carolina del Nord, quarto Avvocato Generale; Delegato al Congresso Provvisorio, Senatore della Carolina del Nord, &c.
- On. Wade Keys, Assistente Avvocato Generale.

### Dipartimento del Tesoro
- On. Charles G. Memminger, Carolina del Sud, primo Segretario del tesoro.
- On. George A. Trenholm, Carolina del Sud, secondo Segretario del tesoro.
- On. E. C. Elmore, Alabama, Tesoriere.
- On. Philip Clayton, Georgia, Assistente Segretario del tesoro.
- Lewis Cruger, Carolina del Sud, Controllore e Procuratore.
- Bolling Baker, Georgia, Primo Revisore.

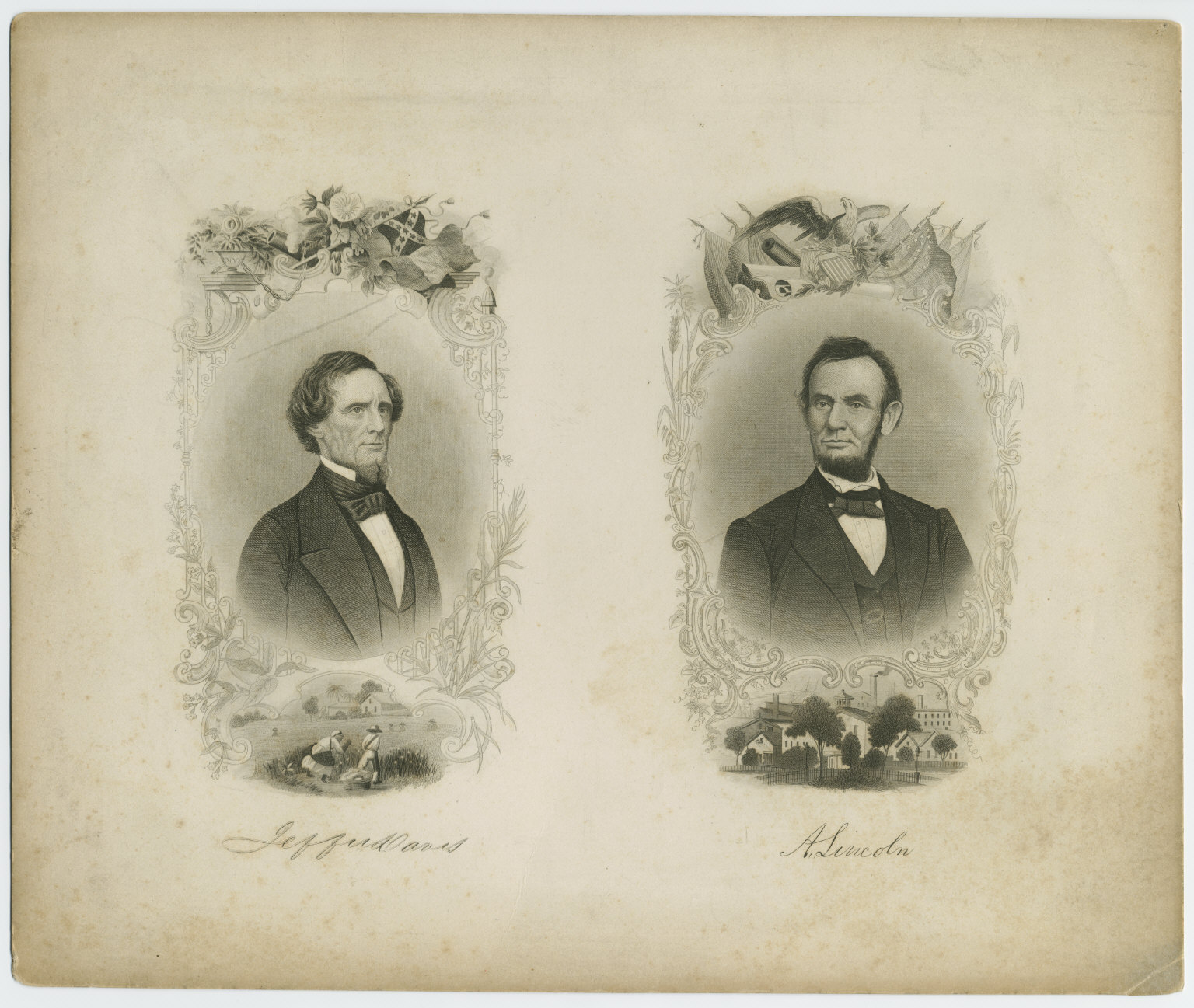
Jefferson Davis e Abraham Lincoln

- Robert Tyler, Virginia, Registro.

### Dipartimento della Guerra
- On. Leroy Pope Walker, Alabama, primo Segretario alla Guerra; successivamente nell'Esercito con il grado di Brigadier Generale.
- On. Judah Philip Benjamin, Louisiana, secondo Segretario alla Guerra; anche Segretario di Stato ed Avvocato Generale.
- On. George Wythe Randolph, Virginia, terzo Segretario alla Guerra; contemporaneamente nell'Esercito con il grado di Brigadier Generale.
- On. James Alexander Seddon, Virginia, quarto Segretario alla Guerra; Delegato della Virginia al Congresso Provvisorio.
- Maggior Generale John Cabell Breckinridge, Kentucky, quinto Segretario alla Guerra; convocato dal campo di battaglia (dove stava servendo con il grado ed il comando di Maggior Generale) per svolgere l'incarico di questo ufficio.
- Albert Taylor Bledsoe, LL. D., Virginia, Assistente Segretario alla Guerra.
- On. John Archibald Campbell, Louisiana, Assistente Segretario alla Guerra.
- Generale Samuel Cooper, Virginia, Aiutante e Ispettore Generale.
- Colonnello A. C. Myers, primo Quartiermastro Generale.
- Brigadier Generale Alexander Robert Lawton, Georgia, secondo Quartiermastro Generale; convocato dal campo di battaglia, dove stava servendo con il grado ed il commando di Brigadier Generale, per svolgere l'incarico di questo ufficio.
- Colonnello Lucius Bellinger Northrup, Carolina del Sud, primo Commissario Generale.
- Colonnello Isaac Munroe St. John, secondo Commissario Generale; successivamente promosso al grado di Brigadier Generale.
- Colonnello Josiah Gorgas, Virginia, Capo dell'Artiglieria; successivamente promosso al grado di Brigadier Generale.
- Colonnello T. S. Rhett, in servizio presso l'Ufficio Artiglieria.
- Colonnello Jeremy Francis Gilmer, Carolina del Nord, Capo dell'Ufficio del Genio; successivamente promosso al grado di Maggior Generale.
- Colonnello S. P. Moore, M.D., Carolina del Sud, Chirurgo Generale; successivamente promosso al grado di Brigadier Generale.
- Colonnello John Smith Preston, Carolina del Sud, Capo dell'Ufficio Coscrizione; successivamente promosso al grado di Brigadier Generale.
- Colonnello T. P. August, Soprintendente dell'Ufficio Coscrizione.
- Brigadier Generale John Henry Winder, Maryland, Comandante dei Campi Prigionieri e Rettore Generale del Servizio di Polizia.
- Colonnello Robert Ould, Virginia, Capo dell'Ufficio Scambi.
- Colonnello Richard Morton, Capo dell'Ufficio Nitrati e Mine.
- Colonnello R. G. H. Kean, Capo dell'Ufficio per la Guerra.
- Tenente Colonnello I. H. Carrington, Virginia, Assistente Rettore Generale del Servizio di Polizia, in servizio a Richmond, Virginia.
- Colonnello Thomas L. Bayne, Louisiana, Capo dell'Ufficio Rifornimenti Esteri.

### Dipartimento della Marina
- On. Stephen Russell Mallory, Florida, Segretario della Marina.
- Capitano French Forrest, Virginia, Capo dell'Ufficio Ordini e Dettaglio.
- Comandante John M. Brooke, Florida, Capo dell'Ufficio Artiglieria e Idrografia.

### Dipartimento delle Poste
- On. John H. Reagan, Texas, Direttore Postale Generale; Delegato del Texas al Congresso Provvisorio.
- H. St. George Offutt, Virginia, Capo dell'Ufficio Contratti.
- B. N. Clements, Tennessee, Capo dell'Ufficio Arredamento.
- J. L. Harrell, Alabama, Capo dell'Ufficio Finanze.
- Colonnello Rufus R. Rhodes, Mississippi, Commissario ai Brevetti